# Carcelia bigoti
Carcelia bigoti är en tvåvingeart som först beskrevs av Jaennicke 1867.  Carcelia bigoti ingår i släktet Carcelia och familjen parasitflugor.
Artens utbredningsområde är Etiopien. Inga underarter finns listade i Catalogue of Life.